# Dschangelophilus coloratus
Dschangelophilus coloratus är en mångfotingart som beskrevs av Karl Wilhelm Verhoeff 1937. Dschangelophilus coloratus ingår i släktet Dschangelophilus och familjen storjordkrypare. Inga underarter finns listade i Catalogue of Life.